# Перси, Томас, 1-й барон Эгремонт
Томас Перси (англ. Thomas Percy; 29 ноября 1422 — 10 июля 1460) — английский аристократ и военачальник, 1-й барон Эгремонт с 1449 года, 2-й сын Генри Перси, 2-го графа Нортумберленда, и Элеоноры Невилл.
Современники описывают Томаса как «вздорного, вспыльчивого и презрительно относящегося к любой власти». Получив благодаря влиянию отца баронский титул и имея владения в Камберленде, Томас в 1449—1453 годах неоднократно был вовлечён в беспорядки, чинил беззаконие и совершал нападения на королевских чиновников. В 1453—1454 году барон Эгремонт активно участвовал в феодальной войне между Невиллами и Перси, но осенью 1454 года попал в плен после организованной около Стэмфорд Бридж засады и провёл 2 года в Ньюгетской тюрьме, откуда ему удалось бежать. Позже участвовал в войне Алой и Белой розы на стороне Ланкастеров. Погиб после разгрома королевской армии в битве при Нортгемптоне: вероятно, он попал в плен и был обезглавлен по приказу своего личного врага — Ричарда Невилла, графа Уорика.

## Происхождение
Томас происходил из аристократического рода Перси, представители которого занимали ведущие позиции в Северо-Восточной Англии. Его родоначальником был Жоселин де Лувен, младший сын графа Лувена и герцога Нижней Лотарингии Готфрида (Жоффруа) I Бородатого, происходившего из Лувенского дома, восходившего по женской линии к Каролингам. Жоселин перебрался в Англию после брака своей сестры, Аделизы Лувенской, с королём Генрихом I Боклерком и женился на Агнес де Перси, наследнице феодального барона Топклифа, благодаря чему их сын Ричард, принявший родовое прозвание матери, унаследовал владения первой креации рода Перси. Потомки Ричарда заняли ведущее место среди знати Северо-Восточной Англии, а свидетельством возросшей значимости рода стал тот факт, что Генри Перси, 4-й барон Перси, в 1377 году получил титул графа Нортумберленда. Генри поддержал смещение короля Ричарда II и возведение на английский престол Генриха IV Ланкастера, но позже его отношения с новым королём испортились. Его наследник Генри «Горячая Шпора» примкнул к восстанию против короля и был убит в битве при Шрусбери 21 июля 1403 года. Граф Нортумберленд не принимал непосредственного участия в битве, но почти не приходится сомневаться, что он участвовал в восстании. После короткого заключения он был прощён, но уже в мае 1405 года граф был вовлечён в ещё одно восстание. Его планы провалились и он был вынужден бежать в Шотландию, забрав с собой внука. Следующие годы ознаменовались для графа постоянными переездами и дальнейшими интригами. 19 февраля 1408 года он был убит в битве при Бремхем Мур. Его внук Генри оставался в Шотландии до вступления на престол Генриха V в 1413 году, после чего заявил о своих правах на титул деда. В его деле ему помогла тётка короля Джоан Бофорт, графиня Уэстморленд, устроившая женитьбу Генри на своей дочери Элеоноре Невилл. Генриху V было выгодно помириться с Перси, учитывая их обширные владения на севере Англии, и в 1416 году для Генри Перси был воссоздан титул графа Нортумберленда.
В браке у Генри Перси и Элеоноры Невилл родилось минимум 12 детей. Томас был вторым из выживших сыновей. Основным наследником владений и титулов был его старший брат Генри Перси, после смерти отца ставший 3-м графом Нортумберлендом.

## Молодые годы
Томас родился 29 ноября 1422 года в родовом поместье Леконфилд в Йоркшире. Современники описывают его как «вздорного, вспыльчивого и презрительно относящегося к любой власти». Будучи ещё молодым, он был вовлечён в беспорядки, которые, возможно, поставили его отца и старшего брата, носившего титул барона Пойнингса, в затруднительное положение. В июле 1447 года он участвовал в столкновении у Стэмфорд Бридж с людьми архиепископа Йоркского Джона Кемпа, с которыми у него были разногласия. В результате он был заключён в тюрьму в Йорке. Позже он сосредоточился на упрочении власти своего рода в Камберленде, где под его управлением находилось одно из принадлежащих Перси феодальных владений — Кокермут. Несомненно, благодаря влиянию отца при королевском дворе Томасу 20 ноября 1449 года был присвоен титул барона Эгремонта — от названия принадлежавшего Перси замка Эгремонт в Камберленде. Также барон Эгремонт получил ежегодную ренту в 10 фунтов, выделяемую из доходов Камберленда.
Ситуация в Камберленде во время его управления баронией была довольно тревожной. В 1449—1453 годах Томас неоднократно был вовлечён в беспорядки, чинил беззаконие и совершал нападения на королевских чиновников, в том числе, в 1453 году он напал и на шерифа. Это, судя по всему, значительно усилило противостояние между двумя ведущими североанглийскими родами — Невилами и Перси, а также усложнило в августе 1452 года избрание брата Томаса, Уильяма Перси, епископом Карлайла. Несмотря на всё это, в феврале 1452 года барон Эгремонт прибыл в Лондон, где присоединился к королю Генриху VI, выступившему против восставшего Ричарда, герцога Йоркского, к Дартфорду в Кенте.

## Вражда с Невиллами
К 1453 году у барона Эгремонта началась вражда против Джона Невилла, младшего сына Ричарда Невилла, графа Солсбери, поэтому он начал вербовать людей в поместьях Перси в Йоркшире и городе Йорке. В июне 1453 года оба конфликтующих были вызваны в королевский совет, но Томас отказался подчиниться; в июле ему было предписано сохранять мир, а также готовиться к отплытию в Гасконь. К концу июля в результате расследования беспорядков в Северной Англии барону Эгремонту и Джону Невиллу было предписано сохранять мир под угрозой конфискации их владений, а графам Нортумберленду и Солсбери было велено обеспечить хорошее поведение сыновей.
Но летом 1453 года соперничество Невиллов и Перси переросло в открытую войну. 24 августа Томас вместе с младшим братом Ричардом, собрав большой отряд из Йоркширцев и своих людей из Коркемута, около Хеворта напал на свадебный кортеж Невиллов, возвращающийся со свадьбы Томаса Невилла, сына графа Солсбери, с племянницей Ральфа Кромвеля. В столкновении участвовали почти все представители кланов Невиллов и Перси. Хроники не указывают численность сторон. Отряд Перси, скорее всего, превышал тысячу человек и, вероятно, его численность была выше, чем у Невиллов, но и их сопровождала большая свита. Судя по всему, численность отряда Невиллов оказалась выше, чем ожидал Эгремонт. Результаты стычки неизвестны, также нет сведений о пострадавших.
В дальнейшем ситуация продолжала оставаться напряжённой. В октябре судя по всему произошло ещё одно столкновение между Невиллами и Перси в Топклифе. А затем к противостоянию на стороне Перси присоединился ещё и Генри Холланд, герцог Эксетер, который преследовал свои династические и территориальные интересы. В результате вражда разрослась ещё больше.
В январе 1454 года барон Эгремонт встретился в Таксфорде (Ноттингемшир) с герцогом Эксетером. После того как было получено известие о том, что он собирает силы для подготовки к предстоящему парламенту, его 3 марта вызвали в королевский совет. 10 мая барона Эксетера после осуждения в парламенте вновь вызвали в совет. В том же месяце герцог Йоркский, который в это время из-за недееспособности Генриха VI стал протектором королевства, желая прекратить войну Невиллов и Перси, решил лично отправиться на север против Эгремонта и Эксетера. Те собирали людей в Йоркшире, Камберленде и Уэстморленда и даже вели переговоры с шотландцами. В результате герцог Эксетер был захвачен и посажен под охрану в замок Понтефракт, но Эгремонт смог бежать. В июне в Йорке состоялась комиссия, расследовавшая деятельность Эксетера и Эгремонта, их обвиняли в вербовке людей, которые не находились на их службе.
31 октября 1454 года (по другим сведениям 1 или 2 ноября) около Стэмфорд Бридж, одного из поместий графа Солсбери, Томас и Джон Невиллы смогли организовать засаду, в которой барон Эгремонт вместе с младшим братом Ричардом Перси попал в плен. Гриффитс указывает, что в этом столкновении были сотни убитых и много раненых. Вероятно, что причиной победы Невиллов стало предательское бегство Питера Лоунда, судебного пристава принадлежавшего Перси поместья Поклингтон. Обоих сыновей графа Нортумберленда перевезли сначала в Мидлхемский замок, а потом передали под стражу герцогу Йоркскому. В ноябре братья предстали на заседании парламента, на котором они были осуждены за злоупотребления. Кроме того, им были присуждены огромные штрафы графу Солсбери, его жене и сыновьям на общую сумму до 16800 марок. Гриффитс указывает, что эта сумма была высчитана с учётом ущерба, нанесённого поместьям Невиллов во время войны. Также они были приговорены к заключению в Ньюгетскую тюрьму.

## Война Алой и Белой розы
В тюрьме Томас пробыл 2 года, после чего сбежал, что вызвало гнев Невиллов. В это время в Англии противостояние между сторонниками короля («Ланкастерами») и герцога Йорка («Йорками») вылилось в вооружённый конфликт, известный как «Война Алой и Белой розы». К 1458 году Перси оказались на стороне короля. В марте 1458 года Генрих VI попытался организовать примирение ведущих представителей знати. По достигнутому 24 марта мирному соглашению Невиллы и Перси обязались примириться под залог в 10 тысяч марок, в этом соглашении участвовал и барон Эгремонт. По условию соглашения стороны обязались сохранять мир в течение 10 лет. Штраф, который ранее был присуждён Эгремонту, был уменьшен до 4 тысяч марок; кроме того, ему был предоставлен в пожизненное владение замок Рессл — один из бывших маноров Перси, передача которого Невиллам бароном Кромвелем в 1453 году стала одной из причин вооружённого конфликта между родами. Через 2 недели барон Эгремонт получил разрешение покинуть королевство вместе с 12 слугами, чтобы отправиться в паломничество, что он обещал сделать во время мартовского примирения.
Неизвестно, действительно ли Томас уезжал из Англии; если он и был в паломничестве, то он, несомненно, вернулся к декабрю 1459 года, когда он стал констеблем конфискованного у герцога Йоркского замка Конисбро, а также получил пожизненную ренту в 40 фунтов в год.
10 июля 1460 года барон Эгремонт участвовал в битве при Нортгемптоне. Армия Йорков, которую возглавляли Эдуард, граф Марч (наследник герцога Йоркского), Ричард Невилл, граф Уорик (наследник графа Солсбери) и ещё один представитель рода Невиллов — Уильям Невилл, барон Фоконберг (брат графа Солсбери), разгромили королевскую армию. В числе погибших оказался и Томас: вероятно, он попал в плен к графу Уорику, который приказал его обезглавить, мстя за нанесённый его семье ущерб.

## Наследство
У Томаса остался один сын, Джон Эгремонт. Поскольку он никогда не наследовал баронию Эгремонт, о браке его отца ничего не известно, а также тот факт, что он использовал родовое прозвание Эгремонт, а не Перси, предполагается, что он был незаконнорождённым. После того как королём стал Генрих VII, Джон, вероятно, надеялся получить титул и владения отца, поскольку называл себя «лордом Эгремонтом», но его планам не суждено было сбыться.

## Брак и дети
Томас, судя по всему, женат не был. Но у него был минимум один сын:
- Джон Эгремонт (ок.  1459 — после 30 мая 1505), «лорд Эгремонт»[32][К 8].
- Мэри; муж: Джон Гаскойн из Бургуоллиса[англ.][32].